# 長野市立南部小学校
長野市立南部小学校（ながのしりつ なんぶしょうがっこう）は、長野県長野市鶴賀七瀬にある公立小学校。
校章はトガクシショウマをあしらったもの。

## 沿革
- 1968年（昭和43年）4月1日 - 長野市立南部中学校が長野市立川端中学校と統合し、長野市立櫻ヶ岡中学校となる。
- 1971年（昭和46年）4月 - 南部中学校跡地に長野市立南部小学校が開校。鍋屋田小学校、古牧小学校、芹田小学校の児童数増加の解消を目的とした。
- 1982年（昭和57年）4月1日 - 校地に隣接して、長野市教育センターが開設される。長野市視聴覚教育センターが西後町の後町小学校内から、長野市少年補導センター（現 長野市少年育成センター）が緑町からそれぞれ移転し、これに併設される。
- 1992年（平成4年）4月1日 - 本校と芹田小学校・古牧小学校の過大規模解消のため長野市立緑ヶ丘小学校が新設され、通学区の一部を分ける。

## 通学区域
- 大字鶴賀の一部
- 大字稲葉の一部
- 大字栗田の一部
- 大字高田の一部